# Élections législatives de 1967 dans les Pyrénées-Orientales
Les élections législatives françaises de 1967 se déroulent les 5 et 12 mars 1967. Dans le département des Pyrénées-Orientales, deux députés sont à élire dans le cadre de deux circonscriptions.

## Élus
| Circonscription | Député sortant | Parti | Parti | Député élu ou réélu | Parti | Parti       |
| --------------- | -------------- | ----- | ----- | ------------------- | ----- | ----------- |
| 1re             | Paul Alduy     |       | SFIO  | Paul Alduy          |       | FGDS (SFIO) |
| 2e              | André Tourné   |       | PCF   | André Tourné        |       | PCF         |

## Résultats

### Résultats à l'échelle du département
| Parti          | Parti                                           | Premier tour | Premier tour | Second tour | Second tour | Sièges |
| Parti          | Parti                                           | Voix         | %            | Voix        | %           | Sièges |
| -------------- | ----------------------------------------------- | ------------ | ------------ | ----------- | ----------- | ------ |
|                | Section française de l'Internationale ouvrière  | 33 141       | 27,96        | 28 771      | 23,66       | 1      |
|                | Fédération de la gauche démocrate et socialiste | 33 141       | 27,96        | 28 771      | 23,66       | 1      |
|                |                                                 |              |              |             |             |        |
|                | Union des démocrates pour la Ve République      | 27 092       | 22,86        | 35 209      | 28,96       | 0      |
|                | Modérés                                         | 4 909        | 4,14         |             |             | 0      |
|                | Union des républicains de progrès               | 32 001       | 27,00        | 35 209      | 28,96       | 0      |
|                |                                                 |              |              |             |             |        |
|                | Parti communiste français                       | 46 338       | 39,09        | 57 602      | 47,38       | 1      |
|                | Progrès et démocratie moderne                   | 7 047        | 5,95         |             |             | 0      |
|                |                                                 |              |              |             |             |        |
| Inscrits       | Inscrits                                        | 162 878      | 100,00       | 162 833     | 100,00      | 2      |
| Abstentions    | Abstentions                                     | 40 588       | 24,92        | 36 286      | 22,28       |        |
| Votants        | Votants                                         | 122 290      | 75,08        | 126 547     | 77,72       |        |
| Blancs et nuls | Blancs et nuls                                  | 3 763        | 3,08         | 4 965       | 3,92        |        |
| Exprimés       | Exprimés                                        | 118 527      | 96,92        | 121 582     | 96,08       |        |

### Résultats par circonscription

#### Première circonscription (Perpignan-Est - Céret)
| Candidat       | Candidat                 | Parti          | Premier tour | Premier tour | Second tour | Second tour |  |
| Candidat       | Candidat                 | Parti          | Voix         | %            | Voix        | %           |  |
| -------------- | ------------------------ | -------------- | ------------ | ------------ | ----------- | ----------- |  |
|                | Paul Alduy sortant réélu | FGDS (SFIO)    | 25 731       | 40,53        | 28 771      | 43,52       |  |
|                | Joseph Albert            | PCF            | 19 607       | 30,89        | 23 702      | 35,85       |  |
|                | Aimé Fa                  | UD-Ve          | 13 234       | 20,85        | 13 634      | 20,62       |  |
|                | Édouard Ramonet          | Modérés        | 4 909        | 7,73         |             |             |  |
|                |                          |                |              |              |             |             |  |
| Inscrits       | Inscrits                 | Inscrits       | 86 540       | 100,00       | 86 499      | 100,00      |  |
| Abstentions    | Abstentions              | Abstentions    | 20 662       | 23,88        | 18 585      | 21,49       |  |
| Votants        | Votants                  | Votants        | 65 878       | 76,12        | 67 914      | 78,51       |  |
| Blancs et nuls | Blancs et nuls           | Blancs et nuls | 2 397        | 3,64         | 1 807       | 2,66        |  |
| Exprimés       | Exprimés                 | Exprimés       | 63 481       | 96,36        | 66 107      | 97,34       |  |

#### Deuxième circonscription (Perpignan-Ouest - Prades)
| Candidat       | Candidat                   | Parti          | Premier tour | Premier tour | Second tour | Second tour |  |
| Candidat       | Candidat                   | Parti          | Voix         | %            | Voix        | %           |  |
| -------------- | -------------------------- | -------------- | ------------ | ------------ | ----------- | ----------- |  |
|                | André Tourné sortant réélu | PCF            | 26 731       | 48,56        | 33 900      | 61,11       |  |
|                | François Sarda             | UD-Ve          | 13 858       | 25,18        | 21 575      | 38,89       |  |
|                | Henri Conte                | FGDS (SFIO)    | 7 410        | 13,46        |             |             |  |
|                | Louis Camo                 | CD (PDM)       | 7 047        | 12,8         |             |             |  |
|                |                            |                |              |              |             |             |  |
| Inscrits       | Inscrits                   | Inscrits       | 76 338       | 100,00       | 76 334      | 100,00      |  |
| Abstentions    | Abstentions                | Abstentions    | 19 926       | 26,1         | 17 701      | 23,19       |  |
| Votants        | Votants                    | Votants        | 56 412       | 73,9         | 58 633      | 76,81       |  |
| Blancs et nuls | Blancs et nuls             | Blancs et nuls | 1 366        | 2,42         | 3 158       | 5,39        |  |
| Exprimés       | Exprimés                   | Exprimés       | 55 046       | 97,58        | 55 475      | 94,61       |  |